# Michael Goodfellow
Michael Goodfellow, född den 8 oktober 1988 i Stirling, Scotland, är en brittisk curlingspelare.
Han tog OS-silver i herrarnas curlingturnering i samband med de olympiska curlingtävlingarna 2014 i Sotji.